# География на Финландия
Финландия е държава в Северна Европа, член на Европейския съюз и Шенгенското споразумение. Значителна част от територията ѝ (25%) се намира северно от Северния полярен кръг.

## Географско положение, граници, големина, брегова линия
Финландия е държава, разположена в Северна Европа, заемаща източната част от Скандинавския полуостров и участък от Карелския провлак. Площта ѝ е 338 424 km². Общата дължината на границите е 2582 km, от които с Швеция (586 km) на северозапад, с Норвегия (727 km) на север и с Русия (1269 km) на изток. На запад и юг се мие от водите на Балтийско море, като дължината на бреговата ѝ линия без многочислените острови е 1100 km.
Територията на Финландия, се простира между 59°40′ и 70°05′ с.ш. и между 19°18′ и 31°35′ и.д. Крайните точки на страната са следните:
- крайна северна точка – (70°05′27″ с. ш. 27°57′08″ и. д. / 70.090833° с. ш. 27.952222° и. д.), десен бряг на река Тенайоки, на границата с Норвегия.
- крайна южна точка – континентална (59°48′29″ с. ш. 22°54′48″ и. д. / 59.808056° с. ш. 22.913333° и. д.), на п-ов Ханко, на брега на Балтийско море; островна (59°40′29″ с. ш. 21°30′00″ з. д. / 59.674722° с. ш. 21.5° з. д.), безименен остров в Балтийско море.
- крайна западна точка – континентална (69°03′30″ с. ш. 20°33′31″ и. д. / 69.058333° с. ш. 20.558611° и. д.), граница с Норвегия и Швеция; островна (60°14′57″ с. ш. 19°17′53″ и. д. / 60.249167° с. ш. 19.298056° и. д.), безименен остров от Аландските острови.
- крайна източна точка – (62°54′31″ с. ш. 31°35′12″ и. д. / 62.908611° с. ш. 31.586667° и. д.), остров в езерото Вирмаярви, на границата с Русия.

Бреговете на Финския и Ботническия заливи на Балтийско море са предимно ниски, силно разчленени от многочислени малки заливчета и изобилстват от шхери (особено на юг и югозапад). Характерна особеност за бреговата линия на страната е нейното бързо измение, обесловено от значителните съвременни издигания на сушата (от 2 mm/годишно на югоизток до 9 mm/годишно на запад).

## Релеф
Голяма част от територията на страната, предимно на юг, е заета от равнини. Над 1/3 от площта ѝ е под 100 m н.в., а останалите близо 2/3 – под 200 m. Централната част с многочислените езерни котловини (т.н. Езерно плато) е ограничена от юг и югоизток от възвишението (рида) Салпауселкя, от север и северозапад – от възвишението Суоменселкя, а от изток – от Западнокарелското възвишение. На север и изток са съсредоточени възвишения с височина 400-600 m, като най-голямото от тях е Манселкя. На северозапад в пределите на страната попада малък участък от Скандинавските планини с максимална височина връх Халтиатунтури 1328 m. Покрай бреговете на Балтийско море са разположени хълмисти крайбрежни низини. Като цяло релефът на страната е силно заравнен. Важно значение за формирането му е имал плейстоценският ледник, покривал територията на цялата страна. Под негово влияние са преобладаващите повърхностни моренни наслаги, широкото разпространение на хълмисти форми на релефа, както екзарационни: овчи хълмове, къдрави скали, така и акумулативни: моренни равнини, озови ридове, ками, друмлини, а също и обилие от езерни котловини.

## Геоложки строеж, полезни изкопаеми
На територията на Финландия, разположена в пределите на Балтийския щит преобладават метаморфните комплекси и докамбрейските гронитоиди, препокрити от антропогенни ледникови наслаги. Древните гранито-гнайси в Източна Финландия и гранулитите в Лапландия (от преди 2600 млн. години) са обградени от долно- и среднодокамбрийски (1890-1750 млн. години назад) ев- и миогеосинклинални шистови пояси (свекофениди), разположени в Югозападна и Южна Финландия. В Източна и Северна Финландия са развити метаморфозирани вулканични формации, съставени от кварцити и мрамори (т.н. карелиди). В Югозападна и Северозападна Финландия локално са развити горнодокамбрийски платформени глинесто-пясъчни слоеве и камбрийски и силурски кварцито-пясъчници. За тези райони са характерни раннодокамбрийски габро-перидотити и габроиди, синорогенни диорити и гранитоиди, анорогенни гранити и диабази, интрузивни материали и дацити. Ледниковите антропогенни наслаги са представени главно от основни морени и водно-ледникови форми, орбазуващи трите рида (възвишения) на юг, наричащи се Салпауселкя. В постледниковия период значителни части от Финландия (на юг и запад) са подложени на трансгресия от страна приледниковите морски басейни.
Основните находища на полезните изкопаеми са съсредоточени в карелидите и свекофенидите, където те са свързани с основните формации от кварцити и шисти в зоната на разломите. Сред страните в Европа по запаси на хром, ванадий и кобалт Финландия заема 1-во място, по титан и никел – 2-ро, по мед и пирит – 3-то. Важно икономическо значение имат медно-пиритовите (Оутокумпу, Луйконлахти, Пюхясалми и Хамаслахти), медно-никеловите (Вуонос, Коталахти, Строми, Хитура, Нивала) и полиметалните (Отанмяки) руди, от които попътно се извлечат още кадмий  и злато. Хромови руди има в Кеми, а илменит-магнетитови руди в Отанмяки. В страната има още находища на апатит, графит, магнезит, азбест, талк, мусковит, мрамор, гранит, торф. Общите запаси (в хил. т): желязна руда (230 000), хромова руда (30 000), титан (6000 TiO2), ванадий (90 V2O5), никел (300), кобалт (800), олово (90), цинк (2000), пирит (21 000), асбест (160), графит (10), апатит (490 000).

## Климат
Климатът на Финландия е умерен, преходен от морски към континентален и континентален на север. Смекчаващо въздействие на него му оказва Балтийско море и близостта на топлото течение Гълфстрийм в Атлантическия океан. Зимата е продължителна, студена, със силни ветрове и обилни снеговалежи. Лятото е сравнително топло, но кратко. Средната февруарска температура (най-студения месец) е от -3 до -6°С на югозапад, от -8 до -10°С на Езерното плато и от -12 до -14°С на север. Средната юлска температура варира от 17°С на юг, 16°С на Езерното плато, 14-15°С на север. Средногодишната сума на валежите във Финландия е 600-650 mm, на юг – до 700 mm, на западното крайбрежие – около 500 mm, в крайния север – на места под 400 mm. От 30 до 40% от валежите падат през зимния сезон. Снежната покривка се задържа на югозапад 4-5 месеца, на север – 6-7 месеца, а дебелината ѝ се увеличава от 30-40 см на юг до 70-80 см на север. През зимата почвата замръзва на дълбочина от 20-40 см на юг, до 60-90 см на север. Характерно явление за крайбрежните райони са честите мъгли с продължителност от 35 до 85 дни в годината.

## Води

### Реки
Около 90% от територията на страната се отнася към водосборния басейн на Балтийско море, а останалите около 10% на североизток – към басейна на Баренцево море. Развита е гъста речна мрежа от предимно къси, но пълноводни реки – Торниойоки 565* (180) km, Кемийоки 550 km, Ийоки 370* km, Тенайоки 361* (141) km, Муониойоки 333* (230) km, Оунасйоки 298 km и др., изобилстващи от бързеи, прагове и водопади (в т.ч. водопада Иматра на река Вуокса). Подхранването им е основно дъждовно и снежно и оттокът им на повечето от тях е урегулиран от множеството езера, през които протичат. Пълноводието е в края на пролетта и през лятото, с епизодични есенни прииждания в резултат от поройни дъждове.

### Езера
Във Финландия има около 60 хил. езера, заемащи около 8% от площта ѝ. Езерата често се простират от северозапад на югоизток (по направление на движението на древните ледници), обичайно имат силно разчленена брегова линия, осеяни са с многочислени острови, съединени помежду си с протоци и образуват големи езерни системи: Саимаа (1377 km²), Пяйяне (1081 km²), Инари (1040 km²), Пиелинен (894 km²), Оулуярви (887 km²) и др. От 5 до 7 месеца в годината реките и езерата са заледени, а през останалото време се  използват за местно корабоплаване и превозване на дървен материал. На много от реките са изградени ВЕЦ-ове.

## Почви, растителност, животински свят
Почвите във Финландия са предимно подзолисти, редуващи се с глеево-подзолисти и торфено-блатни, на юг – с тревисто-подзолисти, а на север – с подзолисти планинско-горски и планинско-тундрови. Над 1/3 от територията на страната е заблатена. Високата влажност и слабите почви препятстват тяхното селскостопанско усвояване и предизвикват необходимост от големи милиоративни мероприатия. Голяма част от страната е заета от гори (61%), предимно иглолистна тайга (бор, смърч, бреза), на север
и югозапад с примеси от широколистни видове (дъб, липа, ясен, клен, в подлеса – леска, черна, червена и синя боровинка. В планините на север се проявява височиннна зоналност, като тайгата се сменя нагоре с редки брезови горички и планинска тундра.
Във Финландия са се съхранили едри хищни животни (вълк, росомаха, мечка) и птици (беркут, белоопашат орел), но тяхната численост е малка. Оредели са и животните с ценни кожи: европейска норка, бяла лисица, сайменски тюлен. В горите се срещат лос (предимно на север и запад), лисица, белка, хермелин, горски и полски пор, заек, плъх. Аклиматизирани са ондатра, американски белоопашат елен, американска норка, канадски бобър. От птиците са характерни врана, сврака, кукувица, дрозд, кълвач, синигер, тетерев, лещарка, бухал. Водите на реките и езерата са богати на риба.

## Природни райони
В зависимост от геоложкия строеж, релефа, климата, водите, почвите и растителността територията на Финландия се поделя на 4 природни района:
- Южен Приморски район – със значително разпространение на плоски глинести низини, малко езера, мек климат, относително ниска залесеност (с преобладаващо широколистни видове) и големи селскостопански площи.
- Западен Приморски район – заблатена пясъчно-глиненста низина, покрита с борови и смесени (на юг) гори.
- Централен (Езерно плато) район – с обилие от скали, хълмисто-моренни ридове и валове, ози, друмлини, многочислени езера и преобладаване на иглолистните гори (тайга).
- Северен район – с преобладавене на възвишения, относително суров климат, обхващащ северните части на тайгата, а във височина редки брезови гори и планинска тундра.[2]